# Notonychopidae
Los notonicópidos (Notonychopidae) son una familia extinta de mamíferos placentarios del orden Litopterna, perteneciente al clado Meridiungulata, que habitaron en Sudamérica. 
Fueron unos cuadrúpedos herbívoros con indicios que indican un cambio de hábitat del bosque a las llanuras. Las patas fueron alargándose y la dentadura indica que se alimentaban cada vez con mayor frecuencia de pasto que de follaje.

## Características
Esta familia, denominada caballos litopternos,[cita requerida] para diferenciarla de los también meridiungulados notohípidos, que evolucionaban también en formas similares a los caballos, no eran por supuesto, parientes cercanos de los actuales Equus. Se trata del caso más notable y más estudiado de la historia evolutiva, en la época de Darwin. En Sudamérica se encontraron tres tipos distintos de animales con aspecto de caballo, además, los restos eran mucho más antiguos que los hallados en cualquier otro lugar, lo cual hizo pensar que era la cuna de la familia Equidae.
Los caballos litopternos estaban incluso más evolucionados morfológicamente que los actuales caballos, ya que la sobrecaña ósea de sus patas era ya más fina que la de su contrapartida actual. La dentadura, si bien estaba adaptada para pastar en praderas en muchos de ellos, no estaba tan especializada como la de los caballos actuales. Este hecho puede indicar, asimismo, que eran animales de bosque que se alimentaban además de hierba, de frutas y de la vegetación blanda de los lagos y ríos.
Según Soria[cita requerida] es una familia de ungulados con dentición pre-selenodonta del Paleoceno Inferior (Peligrense), de Patagonia, Argentina. Su morfología dentaria es muy similar a la del Notonychops powelli descrito por Soria, en 1989, pero con caracteres más primitivos en Wainka. La morfología de las cúspides, el tipo de desgaste y los caracteres crescentiformes del M3 indican que Requisia vidmari presenta fuertes evidencias del desarrollo de caracteres selenodontos, por lo que se lo considera como el más primitivo representante del orden Litopterna. Requisia vidmari y probablemente Wainka tshotshe Simpson, 1948, son primitivos en relación con Notonychops, pero su similitud morfológica justificaría su inclusión en la misma familia Notonychopidae. 
Wainka es un género muy cercano a Requisia. Requisia, Wainka y Notonychops forman un grupo de géneros estrechamente emparentados, caracterizados por la posesión de molares superiores sencillos, sin mesostilo ni hipocono. Conos principales estrechos e incipientemente selenodontos, parastilo y metastilo fuertes, cíngulos bien desarrollados. Premolares superiores con cúspide lingual bien desarrollada, crescentiforme como la labial, estilos bien desarrollados y cíngulos fuertes. Molares inferiores con talónido aún con cúspides diferenciadas, pero alargadas y claramente crescentiformes, premolares inferiores (no conocidos en Requisia) molarizados, con talónido diferenciado. Todas estas características permiten incluirlos en la familia
Notonychopidae definida por Soria en 1989.[cita requerida]

## Evolución
Soria, inicialmente describe a la familia como un género único, Notonychops, posteriormente se descubrieron nuevos fósiles y se creó la familia. Se resume la inclusión en la familia por la posesión de patrones dentarios similares. Se considera que la radiación adaptativa de los ungulados paleocenos de América del Sur fue precoz y eventualmente rápida, lo que, junto con la escasez de restos fosilizados, dificulta encontrar un modelo filogenético suficientemente explicativo. Se presume que evolucionaban a formas similares a las de los primeros caballos, al igual que los notohípidos (pertenecientes a otro orden, los notoungulados), con los que estaban apenas emparentados y evolucionaron paralelamente. Por supuesto su parecido con los caballos que emergían en Norteamérica, fue un caso de evolución convergente, ya que estaban emparentados con ellos muy lejanamente.
Estos animales han desarrollado marcadas analogías con los otros grupos de perisodáctilos herbívoros en un notable ejemplo de convergencia evolutiva. Algunas especies dieron formas semejantes a los équidos. Su nombre, litopterna, hace referencia a la constitución de sus patas. Significa "tobillos simples", ya que a su descubridor le parecieron más sencillos que los de los caballos, con cuyos antepasados fueron confundidas las primeras especies descubiertas. Las similitudes del cráneo residen en su forma, que se alargó desde los primeros litopternos, y en los incisivos para cortar plantas. Son consecuencia de la evolución convergente.
En su mayor parte, son animales semejantes a los caballos, a los jirafidos o a los camellos. Sus dientes son, por lo general, más sencillos que los de los ungulados de otros lugares; la dentadura seguía siendo completa y el intersticio o diastema entre los dientes anteriores y las muelas no estuvo nunca tan desarrollado.
Las patas y los pies guardan a veces un impresionante parecido con los de los perisodáctilos. los litopternos presentan la misma tendencia a reducir la longitud del miembro anterior y a alargar el miembro posterior. los dedos ungulados también se reducen a tres o a uno, y es el tercer dígito el que soporta el peso del cuerpo.
Muchas especies de perisodáctilos arcaicos fósiles, tienen su réplica litopterna cronológicamente anterior. Los litopternos Notonychopidae y Proterotheriidae primero se convirtieron en digitígrados y luego en ungulígrados con alargamiento del dedo central y reducción de los laterales, primero a tres como en los chalicoterios (perisodáctilos ceratomorfos) y más tarde a uno solo, como en el Proterotheriidae, Thoatherium.
Sin embargo, existen algunas diferencias. El rádio y el cúbito, y la tibia y el peroné de las extremidades delanteras y traseras, no estaban fundidos, como en los caballos, y los huesos del tobillo eran menos complejos, el nombre litopterna hace referencia a este hecho. Significa "tobillos sencillos".

## Clasificación
Familia Notonychopidae
- Género Notonychops Soria, 1989
  - Notonychops powelli Soria, 1989
- Género Requisia Bonaparte e Morales, 1997
  - Requisia vidmari Bonaparte e Morales, 1997
- Género Wainka Simpson, 1935
  - Wainka tshotshe Simpson, 1935